# Eumusonia viridis
Eumusonia viridis är en bönsyrseart som beskrevs av Giglio-tos 1916. Eumusonia viridis ingår i släktet Eumusonia och familjen Thespidae. Inga underarter finns listade i Catalogue of Life.